# Luis Somoza Debayle
Luis Anastasio Somoza Debayle (León, 18 de noviembre de 1922 - Managua, 13 de abril de 1967) fue un político, militar y dictador nicaragüense. Fue presidente de Nicaragua desde el 29 de septiembre de 1956 hasta el 1 de mayo de 1963 (aunque se mantuvo como líder de facto de Nicaragua hasta su muerte en 1967) y era miembro de la familia Somoza.

## Biografía
Por línea paterna, provenía de élite rural en el área de influencia de Granada. Su abuelo fue el senador de la República Anastasio Somoza Reyes, miembro del tradicionalista Partido Conservador, alcalde de San Marcos y hacendado de la región de Carazo. El primer Somoza en arribar a Nicaragua en el siglo XVII fue el Capitán de Lanceros Francisco Somoza, de origen gallego su bisnieto, el hacendado Fernando Somoza Robelo, se avecindó en San Marcos, en el actual Carazo.
Por línea materna, Luis proviene de la alta sociedad. Su abuelo fue el célebre médico Louis Henri Debayle Pallais, hijo del soldado francés Louis Enmanuel DeBayle Montgofier, quien llegó a Nicaragua a mediados del siglo XIX, radicándose en León. La abuela materna de Luis fue Casimira Sacasa Sacasa, hija del Presidente Roberto Sacasa Sarria. Los Sacasa en Nicaragua descienden del militar español Francisco Sacasa, quien murió en el siglo XVIII siendo Capitán Comandante de la Fortaleza de San Juan.
Luis Anastasio entró a la Guardia Nacional (GN) en 1940; entre 1944 y 1945 se desempeñó como agregado militar en Washington D. C., capital de Estados Unidos, y representante de Nicaragua ante la Junta Interamericana de Defensa; su padre le dio el grado de coronel. Como presidente del congreso, Luis asumió la presidencia de la nación tras la muerte de su padre el 29 de septiembre de 1956, para concluir su período, mientras que su hermano menor Anastasio Somoza Debayle (Tachito) estaba a cargo como Jefe Director de la Guardia Nacional; 10 años después Anastasio sería elegido presidente como candidato por el Partido Liberal Nacionalista (PLN). Luis asumió su propio período el 1 de mayo de 1957 (terminó el de su padre) y fue sustituido en la presidencia por el doctor René Schick Gutiérrez el 1 de mayo de 1963. Ocupó la Casa Presidencial de la Loma de Tiscapa en Managua.
Estaba casado con Isabel Urcuyo de Somoza, costarricense de nacimiento y de origen nicaragüense. Esta dama influenció positivamente en su gobierno y a diferencia de su hermano, su matrimonio fue por amor. Tuvieron los siguientes hijos: Bernabé, Luis, Álvaro, Salvadora, Fernando, Gerardo y Eduardo.
Luego del asesinato de su padre Anastasio Somoza García, el Papa Pío XII envió su bendición a la viuda Salvadora Debayle. El Cardenal de Nueva York, mientras Francis Joseph Cardinal Spellman envió un comunicado al hijo mayor del General, Luis Anastasio Somoza Debayle diciéndole: "Estoy seguro que su padre hubiera estado muy complacido de saber que usted será su sucesor".

## Gobierno
El gobierno de Luis Somoza Debayle sucede a la dictadura de su padre y finaliza en 1963. Segundo miembro presidente de la familia.
El periodo de Luis Somoza es considerado como uno de los mandatos donde hubo mucho desarrollo en el país. Logró impulsar el desarrollo económico y social de Nicaragua.
Como presidente firmó el Decreto Ejecutivo N.º 38 del 25 de marzo de 1958, que creó la Autonomía Universitaria de la Universidad Nacional de Nicaragua, ubicada en León, llamándose desde ese momento Universidad Nacional Autónoma de Nicaragua (UNAN).
La Ley Orgánica de Seguridad Social fue dictada en 1955 (durante el gobierno de su padre) y la aplicación efectiva de los regímenes del Seguro Social comenzó en el mes de febrero de 1957.
A finales de su gobierno en 1963, promulgó la Ley de la Reforma Agraria. Según quedó establecido, tenía por objeto “la reforma social y económica del agro nicaragüense a través de una modificación fundamental de la tenencia de la tierra”, “la equitativa distribución del área cultivable y de su renta y con el incremento de la producción, la elevación del nivel de vida de las masas campesinas y su incorporación al proceso de transformación de la economía del país y al desarrollo integral de la nación”.
Durante su gobierno se iniciaron los trabajos para la primera Planta Hidroeléctrica de Nicaragua, donde se utilizaría la fuerza de las aguas del río Tuma. Actualmente es conocida como la Planta Centroamérica.

## Rebeliones
El periodo de Luis Somoza estuvo plagado de rebeliones y movimientos armados. La agitación social se derivaba del reciente asesinato de su padre y del triunfo de la Revolución cubana en 1959, que daba esperanzas para acabar con el régimen somocista. 
La lista de hechos durante su periodo es extensa: la rebelión de los pilotos de la Fuerza Aérea Nacional en 1957, los sucesos de Olama y Mollejones en 1959, la toma de los cuarteles de la Guardia Nacional en Jinotepe y Diriamba en 1960. Además a eso hay que agregar hechos sangrientos como el del 23 de julio de 1959, cuando estudiantes salieron a protestar por la masacre de El Chaparral y cuatro resultaron muertos a manos de la Guardia Nacional y muchos otros heridos. Después, el 18 de mayo de 1960 en un supuesto intento de fuga fueron ejecutados Edwin Castro Rodríguez, Ausberto Narváez Parajón y Cornelio Silva Argüello en la cárcel La Aviación, donde guardaban prisión por su participación en el atentado contra Anastasio Somoza García el 21 de septiembre de 1956. En otro supuesto intento de fuga mueren a balazos los jovencitos Ajax Delgado López y Leonel Mora, también en la cárcel de La Aviación, donde guardaban prisión por participación en actos terroristas.

## Muerte
Murió el 13 de abril de 1967 por un ataque al corazón en la habitación de su casa, la cual es ahora el Ministerio de Defensa, siendo sepultado en la cripta de los oficiales de la Guardia Nacional al lado de los restos de su padre en el Cementerio General (u Occidental) de la capital Managua, a menos de un mes de que su hermano Anastasio tomara posesión del poder para su primer período lo cual sería el 1 de mayo de ese mismo año. Al momento de su muerte ya había sucedido la Masacre de la Avenida Roosevelt, en la capital Managua, el 22 de enero en la cual los efectivos de la Guardia Nacional dispararon contra una multitudinaria manifestación de la Unión Nacional Opositora UNO (coalición de partidos opuestos al somocismo); dicha masacre afectó al doctor Fernando Agüero Rocha, candidato presidencial de la UNO, siendo derrotado por su hermano Anastasio en las elecciones del 5 de febrero.

## Rumor sobre sus restos y los de su padre
Cuando su hermano Anastasio (Tacho) Somoza Debayle y su familia huyeron a Miami en la madrugada del martes 17 de julio de 1979, se levantó el rumor en el pueblo nicaragüense de que él se había llevado del país sus restos y los de su padre Anastasio Somoza García por temor a una profanación por parte del pueblo y los guerrilleros del Frente Sandinista de Liberación Nacional (FSLN). En efecto las turbas destruyeron con mazos la estatua del soldado que estaba detrás de la entrada de la cripta de oficiales de la Guardia Nacional, que sostenía un rifle semiautomático estadounidense M1 Garand de calibre 7,62 x 63 milímetros y las bayonetas que adornaban los bordes de las paredes exteriores y destrozaron a mazazos la doble puerta de la entrada. Sin embargo, 23 años después de los hechos, en julio de 2002, el hijo mayor de Luis, Álvaro Somoza Urcuyo, le reveló al historiador y periodista Roberto Sánchez Rámírez que no es verdad que su tío Anastasio se llevó los restos de su padre y de su abuelo. Dicha entrevista fue publicada en el diario La Prensa el sábado 13 de julio de dicho año con los titulares "Somoza nunca se fue", "Se derrumba un mito de 23 años" y "Vagos habrían profanado la tumba de "Tacho Viejo"". 
En dicha entrevista Álvaro mencionó que su primo Anastasio Somoza Portocarrero (alias "El Chigüín"), hijo de Tacho y de Hope Portocarrero de Somoza, le dijo que ni se acordaron de los restos y que Tacho se confió que como el pueblo es muy católico no profanaría la cripta; también mencionó que al esqueleto de su abuelo le hicieron la prueba del ADN confirmándose que son auténticos. Sánchez penetró a la cripta acompañado por los trabajadores del Cementerio General encontrándose que era usada por dichos sepultureros como inodoro y en medio de la basura y la inmundicia vieron tirados, en el piso, unos huesos, un cráneo y pedazos de ataúd los cuales habían sido sacados de su bóveda y quebrado su placa en pedazos. Esto fue causado por vagos seguramente después de julio de 1979 que creyeron encontrar medallas y condecoraciones en los restos de Somoza García y al no ser así dejaron tirados los huesos por años. Se descarta que hubo intención política, porque la placa de la bóveda de Luis está intacta y aparte de las fechas de nacimiento y muerte esta tiene la inscripción: Presidente de la República y de la Junta Local de Asistencia Social JLAS. Amó a su Patria más que a sí mismo, la historia dirá que su vida fue la mejor herramienta de nuestra Libertad.